# 竹田亮
竹田 亮（たけだ りょう、1990年4月17日 - ）は、日本の元俳優、元タレント。東京都出身。沖縄県立那覇西高等学校卒業。所属事務所はない。身長170 cm、体重56 kg。血液型は、 AB型。

## 来歴・人物
- 東京都生まれ、沖縄県育ち。学生時代に宮本亜門が監修した現代版組踊「大航海レキオス」に参加し、演劇に興味を持ち、社会人経験を経て上京。
- 上京後、鷹松宏一に出会い意気投合し、2013年9月に「AGN@Enthena」に所属する。
- 2012年にAGN@Enthenaに所属しながら、MILLENNIUM PROにも所属する。
- 2014年6月に出演した舞台「旦那er's High!!」をきっかけに自身で舞台演劇を作る意欲を持ち始める。
- 2016年1月に自身初となる舞台エンテナPLAYUNION第二回公演「年の始めのためしとて」をプロデュース・出演を行う。以降プロデューサーと演者の二足のわらじを履いて活動することを決意する。
- 2017年2月には舞台「The Red Moon Night〜月が飛ぶ夜〜」で初主演を経験する。
- 2017年4月にAGN@Enthenaが株式会社Enthenaとなり、同年10月に常務取締役となる。
- 2019年12月をもって株式会社Enthenaを解雇となり、芸能活動も引退する。

## 主な出演

### テレビ
- ストロベリーナイト（2012年、フジテレビ系列）
- ヤングシナリオ大賞「人生ごっこ」（2013年、フジテレビ系列）
- 1914 幻の東京〜よみがえるモダン都市〜（2014年、NHK）
- ある日、アヒルバス（2015年、NHK）
- 石の繭（2015年8月、WOWOW）
- スペシャルドラマ『風媒花』（2016年、千葉テレビ） - 庵 役
- 本の門番〜ぶくぶく食堂物語〜（2016年、テレビ埼玉） - 王子誠 役

### 舞台
- まっ透明なAsoべんきょ〜（2015年6月、中野ザポケット） - モロキュー 役
- 熱血戦隊！ハートレンジャー！（2015年10月、萬劇場） - 湯川俊朗役
- エンテナPLAYUNION第二回公演「年の始めのためしとて」（2016年1月、萬劇場） - 道端六郎 役
- GAME（2016年6月、劇場MOMO） - リン 役
- The Red Moon Night〜月が飛ぶ夜〜（2017年2月、新宿村LIVE） - 主演：モヤシ 役[1]
- 愛、お姉ちゃん、湯の花の舞う頃（2017年10月、コフレリオ新宿シアター） - 一ノ瀬春永 役
- コントス！（2018年1月、シアターバビロンの流れのほとりにて）[2]
- 本の門番〜ぶくぶく食堂物語〜《門番のはじまり編。》（2018年5月、中目黒 ウッディシアター） - 王子誠 役
- 本の門番〜ぶくぶく食堂物語〜《転生しまして、現在は侍女でございます。編》（2018年7月、シアター風姿花伝） - 王子誠 役
- 青春フルスロットル（2018年10月、コフレリオ新宿シアター）
- NORN9 ノルン＋ノネット （2018年10月、草月ホール） -  乙丸平士 役

### 映画
- レジェンド 最凶覚醒（2015年4月26日公開） - 沙羅曼蛇 役
- 風媒花（2016年10月22日公開）- 庵 役

### その他
- AGN@Enthena プロデュース総合エンターテインメントイベント「Enthena EVENT」11th（2016年9月、下北沢GARAGE）
- WALLOP放送局「りぷっThena」（2016年4月 - 、WALLOP放送局）- メインパーソナリティ
- ミニコレIKE-MENS COLLECTION 2015総集編〜X'masスペシャル（2015年12月21日、渋谷 WOMB LIVE）
- AGN@Enthena 第二回『GATHERING-E』（2015年11月17日、渋谷 VUENOS）
- ミニコレIKE-MENS COLLECTION vol.9〜食欲の秋編（2015年11月16日、渋谷 StarLounge）
- ミニコレIKE-MENS COLLECTION vol.8〜Halloween festival（2015年10月19日、渋谷 WOMB LIVE）
- AGN@Enthena 『GATHERING-E』× 渋谷VUENOS『17周年記念ライブ』（2015年10月10日、渋谷 VUENOS）
- AGN@Enthena・スーパーシャークエンターテイメントプロデュース 服部翼×鷹松宏一コラボ 総合エンターテイメントLIVE「Griffin Attract vol.1」（2015年10月3日、渋谷 VUENOS）
- 「BOYS TIME vol.6〜夏休みSP〜」（2015年8月3日、新大久保 代アニLIVEステーション）
- Shibuya Cross-FM「イケメンSCRAMBLE」（2015年8月1日、Shibuya Cross-FMインターネットTV）
- AGN@Enthena Eve☆プロデュース 総合エンターテイメントLIVE「D2sk DISCO -TRACK 2-」（2015年7月31日、四谷 Live inn Magic）
- 「CLAP×CLAP」（2015年7月16日、六本木Morph Tokyo）
- 「ミニコレIKE-MENS COLLECTION」（2015年6月24日、渋谷 clubasia）
- AGN@Enthena プロデュース総合エンターテインメントイベント「Enthena EVENT」10th（2015年6月、渋谷DESEO）
- 「Boys INSPIRE 新年イケメンSpecial Club INSPIRE Presents Event」（2015年1月28日、六本木 morph-tokyo）
- AGN@Enthena プロデュース総合エンターテインメントイベント「Enthena EVENT」1st - 9th（2013年11月 - 2014年9月、原宿 Astro HALL）